# Гартлі Тауншип (округ Юніон, Пенсільванія)
Гартлі Тауншип (англ. Hartley Township) — селище (англ. township) в США, в окрузі Юніон штату Пенсільванія. Населення — 1748 осіб (2020).

## Демографія
Згідно з переписом 2010 року, у селищі мешкало 1820 осіб у 678 домогосподарствах у складі 498 родин. Було 1382 помешкання
Расовий склад населення:
| - 99,0 % — білих - 0,2 % — корінних американців - 0,2 % — чорних або афроамериканців - 0,2 % — азіатів |

До двох чи більше рас належало 0,4 %. Частка іспаномовних становила 1,1 % від усіх жителів.
За віковим діапазоном населення розподілялося таким чином: 23,4 % — особи молодші 18 років, 60,2 % — особи у віці 18—64 років, 16,4 % — особи у віці 65 років та старші. Медіана віку мешканця становила 41,5 року. На 100 осіб жіночої статі у селищі припадало 98,9 чоловіків;  на 100 жінок у віці від 18 років та старших — 99,9 чоловіків також старших 18 років.
Середній дохід на одне домашнє господарство  становив 49 146 доларів США (медіана — 42 045), а середній дохід на одну сім'ю — 57 615 доларів (медіана — 54 010). Медіана доходів становила 36 786 доларів для чоловіків та 30 583 долари для жінок. За межею бідності перебувало 14,0 % осіб, у тому числі 22,0 % дітей у віці до 18 років та 6,7 % осіб у віці 65 років та старших.
Цивільне працевлаштоване населення становило 695 осіб. Основні галузі зайнятості: освіта, охорона здоров'я та соціальна допомога — 22,7 %, виробництво — 17,6 %, будівництво — 11,5 %, роздрібна торгівля — 10,4 %.